# (14941) Tomswift
(14941) Tomswift est un astéroïde de la ceinture principale.

## Description
(14941) Tomswift est un astéroïde de la ceinture principale. Il fut découvert le 23 mars 1995 à Kitt Peak par le projet Spacewatch. Il présente une orbite caractérisée par un demi-grand axe de 2,76 UA, une excentricité de 0,13 et une inclinaison de 9,0° par rapport à l'écliptique.

## Compléments